# Carme Claramunt i Barot
Carme Claramunt y Barot (Roda de Bará, 28 de septiembre de 1897 - San Adrián de Besós, 18 de abril de 1939) fue una militante de Esquerra Republicana y de Estat Català, fue fusilada a la edad de 41 años. Fue la primera mujer fusilada en el Campo de la Bota, lugar en el que el régimen franquista ejecutó 1717 personas entre 1939 y 1952.

## Biografía
Carme Claramunt era hija de Joan Claramunt Colina y Josefina Barot Virgilio. Nació en Roda de Bará, vivió en Badalona y murió fusilada el 18 de abril de 1939, tras pasar por la Prisión de Les Corts.
Fue denunciada por una vecina que también denunció a su tía Angélica Picas. Vivían en la misma casa en la calle de Mar de Badalona. Aparte de la ideología, detrás de la denuncia  había intereses económicos ya que Picas era la propietaria de la tienda donde trabajaba Claramunt y quería hacerla su heredera. Los falangistas detuvieron a las dos mujeres bajo la acusación de rebelión militar y contra los poderes legítimos del Estado.
Ingresó en la Prisión de Les Corts el 3 de marzo de 1939. Según el oficio del 8 de marzo que entregó la Falange, se la consideraba "mujer muy peligrosa" y nefasta para el "Glorioso Movimiento Nacional". Se la reconocía militante de Esquerra Republicana y de Estat Català. El consejo de guerra se celebró el 27 de marzo en el Palacio de Justicia de Barcelona y la sentencia la condenó a muerte junto con Ginés Sánchez Quiles.
Su última carta, conservada por Joan Mercadé, de la Asociación También Somos, ha sido recuperada por el historiador Emili Ferrando. Mercadé es hijo de Teresa Ríos, que también estuvo en la prisión de las Cortes. Fue escrita en castellano en la madrugada del 18 de abril de 1939, horas antes de ser fusilada. La carta dice así:

Estimada tieta; Habiendo el juez ya decretado la pena de muerte y me ha dicho que asi lo habia decretado el Generalisimo, esta mañana a las cinco me van a fusilar. Tú sabes que matan a una inocente. Tú no padezcas por mi, porque es la única pena la de dejarte a ti, pero conformate que Dios lo quiere así. Yo desde el cielo rogaré por que a ti no te falte de nada. Tú ya sabes que no morimos, nada más dejamos la tierra.
Tieta, yo no sé cómo decirte lo que quisiera decirte, de palabras de consuelo para que no desesperes, la única cosa que te consolará será el pensar en nuestra conciencia tan limpia.
Tú, tia querida, te deseo muchos años de vida y salud. Ya notificarás a mis nunca inolvidables hermanos y sobrinos y a las amistades, que me han fusilado, que yo rogaré por todos por que aquí en la tierra no os falte nada.
Tener mucho valor para resistir este golpe que todos tenemos que hacerlo, yo nada más quiero pedir para los otros compañeros y justicia, ya que yo no he podido disfrutar de ella.
Le mando un sinfin de besos y abrazos, su hija que nunca la olvidará

El 18 de abril de 1939 le presentaron la diligencia de notificación de la pena, que se negó a firmar y lo hicieron los presentes como testigos. A las 2 de la madrugada fue librada, con Sánchez Quiles, al cabo de la fuerza que debía ejecutar la sentencia. A las 5 de la madrugada Carme Claramunt fue fusilada en el Campo de la Bota. Inmediatamente fue enterrada en la fosa común, después de que el médico presente en el acto certificase su fallecimiento